# Forensisch psychiatrisch toezicht
Forensisch psychiatrisch toezicht (FPT) is een samenwerkingsmodel gericht op de terugkeer van TBS-gestelden in de Nederlandse maatschappij. Het is een vorm van toezicht waarbij het forensisch psychiatrisch centrum (FPC, voorheen TBS-kliniek) en de reclassering niet apart verantwoordelijk zijn voor een deel van het uitstroomtraject, maar vanuit hun expertise gezamenlijk betrokken zijn bij het toezicht op en de behandeling van TBS-gestelden gedurende het uitstroomtraject. De reclassering adviseert over resocialisatiemogelijkheden. Behandelaren blijven langer betrokken bij hun cliënten.

## Vormen
Er zijn twee vormen van FPT: klinisch en ambulant.
- Klinisch FPT is de behandeling en resocialisatie van TBS-gestelden met de maatregel "TBS met dwangverpleging"
- Ambulant FPT is de behandeling en resocialisatie van TBS-gestelden met de maatregel "TBS met voorwaarden"

## Aanleiding
In 2006 startte de Tweede Kamer een groot onderzoek naar het functioneren van de TBS-maatregel in Nederland. In die periode was de maatschappelijke onrust hoog als gevolg van enkele incidenten rondom TBS-gestelden. De commissie Visser die het parlementair onderzoek TBS-stelsel leidde deed aanbevelingen voor verbetering van het TBS-systeem. Een van de aanbevelingen was om de overgang van TBS naar maatschappij geleidelijker te laten verlopen. Dit leidde tot het tot stand komen van forensisch psychiatrisch toezicht.

## Wie voeren het FPT uit?
Alle personen en instellingen die betrokken zijn bij het re-integreren van cliënten met een tbs-maatregel doen mee aan FPT. Onder meer: behandelaren uit de (forensische) GGZ, behandelaren uit de FPC, reclasseringswerkers en begeleiders van regionale instellingen voor beschermd wonen (RIBW).

## Uitgangspunten van FPT
- Veiligheid als voorwaarde voor uitstroom uit de TBS. Slechts als veiligheid in de vorm van risicobeheer is gewaarborgd, kan resocialisatie plaatsvinden.
- Maatwerk. Op basis van de individuele zorg-, behandel- en controlebehoefte wordt in onderlinge afstemming bepaald wie welke rol heeft in de begeleiding, behandeling en het toezicht van de tbs-gestelde.
- Een eventueel noodzakelijke crisisopname wordt gerealiseerd in afstemming met de forensische GGZ die al betrokken is bij de TBS-gestelde. Gezamenlijk wordt naar de beste behandelsetting voor de crisisopname gezocht. Dit kan ook een forensisch psychiatrisch centrum (FPC) zijn.
- Ketenbenadering. Niet alleen de GGZ en de reclassering zijn betrokken bij de resocialisatie van de TBS-gestelden. Een deel van de TBS-gestelden verblijft tijdens het resocialisatietraject in een instelling voor verstandelijk gehandicapten, een regionale instelling voor begeleid wonen (RIBW) of krijgt een poliklinische behandeling.
- Informatie-uitwisseling is een belangrijke factor voor een goed verloop van het traject. De ggz-instellingen zijn naast de juridische kaders tevens gebonden aan civielrechtelijke wetgeving zoals de wet op de geneeskundige behandelingsovereenkomst (WGBO), wet op de beroepen in de individuele gezondheidszorg (BIG) en Wet verplichte ggz (Wvggz). Dit maakt het noodzakelijk om over de onderlinge informatie-uitwisseling heldere afspraken te maken.